# Suchoj S-70 Ochotnik
Suchoj S-70 Ochotnik-B (ryska: Сухой С-70 "Охотник", svenska: "Jägare"), är ett ryskt tungt obemannat stridsflygplan, vilket utvecklats under 2010-talet av Suchoj och Mikojan-Gurevitj (MiG). Ett antal prototyper har flygtestats 2019–2023, och januari 2024 planerades att serieproduktion skulle påbörjas under andra halvåret 2024.
Drönarkonstruktionen är baserad på den av MiG utvecklade Mikojan Skat. Den bedöms främst vara avsedd att flygas under kontroll av ett bemannat stridsflygplan av typ Suchoj Su-57. 

## Nedskjutning över Ukraina
S-70 observerades i tjänst första gången i  juli 2023 som spaningsdrönare över Sumy-regionen i Ukraina. En S-70 havererade den 5  oktober 2024 i Donetsk oblast i Ukraina. Den sköts ned av en missil från en rysk Sochoj SU-57 nära
Kostiantynivka. De två flygplanen hade startat tillsammans från flygbasen i Achtobinsk 587 kilometer från stridsfronten i östra Ukraina för en stridstestflygning. Drönaren synes ha förlorat radiokontakt med markkontroll och/eller sitt kontrollflygplan och flög mot territorium kontrollerat av Ukraina. Efter det att försök att kontrollera drönaren hade givits upp, hade drönaren kommit in över ukrainsktkontrollerat område, varvid Su-57:an avsiktligt sköt ned den. 
Drönaren blev vid nedslaget bara delvis förstörd. Vraket omhändertogs av Ukrainas krigsmakt, varvid också delar av en glidbomb av typ UMPB D-30SN hittades.